# Giulianello
Giulianello è, con 2 436 abitanti, l'unica frazione di Cori in provincia di Latina.

## Monumenti e luoghi d'interesse
- Chiesa di San Giovanni Battista (XVI secolo), all'interno la statua di Gesù Bambino (fine Settecento). È sede dell'omonima parrocchia.
- Palazzo Salviati (XVI secolo).
- Lago di Giulianello

## Storia
Le origini di Giulianello sono molto antiche, si pensa che l'antico castello l'ex feudo sia appartenuto alla famiglia Giulia (ovvero la famiglia di Giulio Cesare l'ex dittatore romano morto nel 44 a.C.), il cui castello fu donato alla nipote di Giulio Cesare una certa Giulia. Ne è testimone un'urna sepolcrale dedicata ad una Giulia della famiglia di Giulio Cesare scoperta nel 1684 dai Frati Minori del colle di S. Lucia.
Giulianello nacque nel 143 a.C. sotto l'Impero romano d'occidente. La presenza dei castelli di Guliano (Gulianello attualmente) e Roccamassima, ancora oggi così ben conservati con tutta la cinta muraria, sono il segno che il sistema castrense interessò Giulianello e Roccamassima.
Il territorio di Giulianello e quindi anche il Monte Massimo che ne costituiva parte integrante, era intorno al VI secolo d.C. pressoché coperto da macchia mediterranea.
Tassi, caprini, crognali, querce secolari e soreca rivestivano tanto le colline formatesi con i detriti lavici eruttati nel pleistocene dal vulcano laziale, tanto le zone calcaree del monte massimo.
Rari erano gli insediamenti abitativi posti per lo più nelle sommità dei colli e sulle pendici del Monte Massimo.
Ad abitarvi erano soprattutto pastori semi-nomadi che profittavano degli enormi spazi a loro disposizione per procurare cibo agli armenti, senza bisogno di arare sfruttando i pascoli ed i terreni più umidi dove le erbe nascevano spontaneamente. Le comunità pastorali vivevano in piccoli villaggi di capanne e non avevano grandi aperture verso l'esterno.
La loro economia era di autosussistenza: la quasi totalità del prodotto era destinato al sostenimento del proprio nucleo familiare.
Fu nel periodo tardo-imperiale che il patriziato romano cominciò ad interessarsi di questo territorio che era pur sempre sottoposto all'imperatore. Prima di allora la lontananza delle grandi vie di comunicazione lo avevano reso impervio e scarsamente abitato.
I desideri del patriziato di insediarsi nel Fundus Julianus (attualmente territorio di Gulianello), erano legati ad utilizzi in chiave economico-produttiva; essi vi edificarono delle ville rustiche, abitazioni simili a grandi fattorie che, data l'amenità del luogo venivano utilizzati per brevi soggiorni estivi o per battute di caccia.
All'interno di queste abitazioni i nobili patrizi vi ponevano a risiedere una o più famiglie di schiavi che lavoravano per sostenere la famiglia Patrizia.
Nel Fendus Julianus in più siti vi sono resti di ville rustiche. Basterà recarsi nelle sommità di rilievi, alle pendici del Monte Massimo o sui colli e si rinverranno quelli che nel dialetto giulianese vengono chiamati "casalinacci", in tufo ma anche in pietra. Sono testimonianze della presenza di insediamenti abitativi sin dall'epoca romana.
In questo periodo il Feudus Julianus aveva 1-2 abitanti circa, invece attorno all'anno 1000 ci fu un aumento della popolazione.
L'anno 1000 fu un periodo importante per Giuliano, soprattutto nel 1202 per aver stretto un accordo con il pontefice Innocenzo III.
La bolla di Papa Innocenzo III del 1020, in cui si afferma che il Monte Massimo venne donato al Papa dagli "Homines de Juliano", rappresenta la più probabile testimonianza dell'esistenza di una comunità nella quale confluì ogni pater familias in rappresentanza di tutti in nuclei residenti del territorio.
E notevole auctoritas doveva aver raggiunto questa comunità nella quale confluì se, come è dato leggere da tanta fonte, alla stessa veniva riconosciuta la capacità di donare una parte del territorio. 
Esistono altresì documenti circa la esistenza di una comunità organizzata all'interno del Fundus Julianus già agli inizi del XIII secolo. 
Si legge nel "Registro delle congregazioni economiche di casa Salviati che il duca Giuliano, Signore di Giuliano e Roccamassima in data 1731, ribadiva che i vassalli godevano del diritto di lavorare con l'unico onere della corresponsione del quarto del prodotto ed ove il Feudatario avesse voluto disporre di mano d'opera doveva retribuire la prestazione con generi alimentari o denaro.
Nel 1870 Giuliano passò dallo Stato Pontificio al Regno d'Italia, divenendo frazione del Comune di Cori e mutando il nome in Giulianello, per distinguersi dall'omonimo paese del frusinate.

## Curiosità
Le origini di Giulianello sono molto antiche, si pensa che l'antico castello l'ex feudo si appartenuto alla famiglia Giulia (ovvero la famiglia di Giulio Cesare l'ex dittatore romano morto nel 44 a.C.), il cui castello fu donato alla nipote di Giulio Cesare una certa Giulia. Ne è testimone un'urna sepolcrale dedicata ad una Giulia della famiglia di Giulio Cesare scoperta nel 1684 dai Frati Minori del colle di S. Lucia.
A ponente del Castello un certo Antonio Maria figlio di una duchessa vi fece costruire nel XV secolo la chiesa. Misurava 58 palmi di lunghezza e 30 di larghezza, era dedicata a S. Giovanni Battista.
Le notizie di Giulianello risalgono all'anno 1000, se è vero ciò che asserisce il Piazza, che in un codice dell'archivio Vaticano esiste la memoria della traslazione nella chiesa di Giuliano del corpo di S. Marco papa, che venne dai romani trasportato nella basilica Marciana di Roma, quando essi incendiarono, sotto Eugenio III, il detto castello.
Nel 1520 ha inizio la storia di Gesù Bambino nella chiesa di S. Giovanni Battista di Giulianello. 
Chi dominava il territorio dell'attuale Giulianello negli anni 1700-1870 era il regno della Chiesa Romana, dalla quale si crede sia stata concessa in feudo per opera di Innocenzo III alla propria famiglia dei Conti.
Il Castello e il paese di Giulianello è stato abitato e governato come feudo da vari nobili dei quali: soprattutto i membri della Famiglia Salviati a partire dal Quattrocento passando ai Borghese a fine Settecento come ducato.

## Cultura
Il Canto della Passione di Giulianello, custodito nel Centre Pompidou di Parigi, è considerato una delle testimonianze più rare e preziose della musica contadina al pari delle celebri melodie liturgiche trecentesche dedicate alla Passione. Recuperato da Raffaele Marchetti agli inizi degli anni '70, grande ricercatore di cultura e musica popolare della provincia romana, ormai scomparso, col sostegno di ricercatori della musica popolare come Giovanna Marini, Ambrogio Sparagna ed Erasmo Treglia, il canto della Passione del Venerdì Santo è legato a tradizioni remote, a lungo tramandato oralmente dalle donne che lavoravano nei campi. Un canto polifonico e paraliturgico intonato dalle Donne di Giulianello, voci femminili soliste che si alternano con un coro che risponde.

### Istruzione
Le sottoelencate scuole fanno parte dell'Istituto Comprensivo Chiominto, che comprende tutti gli istituti scolastici del Comune di Cori e di Roccamassima.
- Scuola dell'Infanzia Gianni Rodari;
- Scuola Primaria don Silvestro Radicchi;
- Scuola Secondaria I grado Salvatore Marchetti.

### Film girati a Giulianello e al lago
- Inferno, 1911;
- Tempo di villeggiatura, 1956;
- Il federale, 1961;
- Tutti a casa, 1960.

### Tradizioni ed eventi
- Processione e bacio del bambinello: la famosa statua del bambinello, scolpita con il legno del Getsmani, viene portata in processione ogni anno il 6 gennaio, dal 1798, per concludere le festività natalizie;
- Processione e festa di San Giuliano: i festeggiamenti in onore del santo patrono si svolgono l'ultima domenica di Aprile;
- Festival "Pè ì ndò'": si svolge i primi giorni di settembre ed è una rassegna di eventi culturali, musicali, c'è un'esposizione dei prodotti agricoli ed artigianali locali.

## Sport

### Calcio
La principale squadra di calcio della città è l'A.S.D. Giulianello 2006 Calcio che milita nel girone H laziale di Seconda Categoria. È nata nel 2006.